# Kebuita minuta
Kebuita minuta är en ringmaskart som beskrevs av Hartman 1967. Kebuita minuta ingår i släktet Kebuita och familjen Scalibregmatidae. Inga underarter finns listade i Catalogue of Life.